# Tarot – Tödliche Prophezeiung
Tarot – Tödliche Prophezeiung (Originaltitel Tarot) ist ein Horrorfilm von Spenser Cohen und Anna Halberg, der auf dem Roman Horrorscope von Nicholas Adams basiert. Der Film mit Avantika Vandanapu, Jacob Batalon, Harriet Slater und Adain Bradley in den Hauptrollen kam im Mai 2024 in die Kinos.

## Handlung
Die College-Freunde Haley, Grant, Paxton, Paige, Madeline, Lucas und Elise mieten zur Feier von Elises Geburtstag ein altes, abgelegenes Haus. In einem von ihnen aufgebrochenen Kellerraum finden sie einen alten Satz Tarotkarten, mit dem Haley allen ein Horoskop legt. Elise erhält dabei die Karte „Die Hohepriesterin“, Lucas den „Eremiten“, Madeline den „Gehängten“, Paige den „Magier“, Paxton den „Narren“, Grant den „Teufel“ und Haley selbst den „Tod“.
Am nächsten Tag fahren die Freunde zurück. Elise wird zu Hause von einer Kreatur, die aussieht wie die Hohepriesterin auf der ihr zugeteilten Karte, angegriffen und getötet. Lucas wird von einer monströsen Figur, die an den „Eremiten“ erinnert, vor einen fahrenden Zug gejagt. Beide Todesarten erinnern an das, was Haley aus den Tarotkarten gelesen hat.
Die restlichen fünf recherchieren nach einem Zusammenhang und wenden sich an die Tarot-Expertin Alma Astrom.
Astrom erklärt ihnen, dass die Karten einer Astrologin gehörten, die 1798 einem ungarischen Grafen die Zukunft vorhersagte. Sie prophezeite, dass dessen schwangere Ehefrau bei der Geburt mit ihrem Kind sterben würde. Als dies wirklich eintrifft, befahl der Graf die Tötung der Tochter der Astrologin. Die Astrologin verfluchte daraufhin das Kartendeck, dass jeder sterben solle, der es nutzen würde, und nahm sich das Leben. In der Folge war das Kartendeck für eine Reihe von Todesfällen verantwortlich. Astrom empfiehlt den Freunden, das Deck zu vernichten.
Die Freunde begeben sich daraufhin erneut in das alte Landhaus. Auf dem Weg dorthin wird Madeline vom „Gehängten“ erhängt. Paxton, der auf dem Campus zurückgeblieben ist, wird dort vom Narren angegriffen.
Haley, Grant und Paige gelingt es nicht, die Karten zu verbrennen. Astrom, die ihnen zur Hilfe kommen möchte, ruft den Geist der Astrologin herbei. Die Astrologin legt Astrom die Karten, sie erhält dabei die Karte "Sechs der Schwerter", und verflucht sie damit zum Tod. Der „Magier“ tötet Paige, indem er sie in einer Kiste zersägt.
Haley hat schließlich die Idee, den Fluch umzukehren, indem sie der Astrologin die Karten legt. Dies gelingt ihr, und der Geist der Astrologin verbrennt. Grant, der vom „Teufel“ angegriffen wird, wird damit ebenfalls gerettet. Auf dem Weg zurück treffen sie auf Paxton, der den Angriffen des „Narren“ ausweichen konnte.

## Produktion

### Literarische Vorlage und Filmstab
Der Film basiert auf dem Roman Horrorscope von Nicholas Adams, der 1991 bei HarperCollins erschien. Regie führten Spenser Cohen und Anna Halberg, die auch Adams’ Roman für den Film adaptierten. Es handelt sich für beide um ihr Spielfilmdebüt.

### Besetzung und Dreharbeiten
Die Hauptrollen wurden mit der für ihre Rolle in Mean Girls – Der Girls Club bekannten Nachwuchsschauspielerin Avantika Vandanapu, der Britin Harriet Slater, dem aus Wrong Turn – The Foundation bekannten Schauspieler Adain Bradley und Jacob Batalon, der vor allem durch die Rolle des Ned Leeds aus mehreren Filmen des Marvel Cinematic Universe bekannt ist, besetzt. Auf der Besetzungsliste finden sich außerdem die kanadische Schauspielerin Humberly González, die irische Schauspielerin Olwen Fouéré, Larsen Thompson, Wolfgang Novogratz und James Swanton.
Die Dreharbeiten fanden in der serbischen Hauptstadt Belgrad statt. Als Kameramann fungierte Elie Smolkin. Zu seinen letzten Arbeiten gehören die Horrorkomödie The Final Girls, der Kurzfilm Hunting Season und die Fernsehserien The Offer, Surface und The Consultant.

### Filmmusik
Die Filmmusik komponierte Joseph Bishara. Der US-amerikanische Filmkomponist, Musikproduzent und Schauspieler, der vor allem im Horrorgenre arbeitet, war in der Vergangenheit für Conjuring – Die Heimsuchung und die Fortsetzungen Conjuring 2 und Conjuring 3: Im Bann des Teufels, aber auch für Lloronas Fluch und Annabelle 3 und zuletzt für Insidious: The Red Door tätig. Das Soundtrack-Album mit insgesamt 20 Musikstücken wird am 3. Mai 2024 von Madison Gate Records als Download veröffentlicht.

### Marketing und Veröffentlichung
Der erste Trailer wurde Ende Januar 2024 vorgestellt. Am 3. Mai 2024 kam Tarot in die US-Kinos. Der Kinostart in Deutschland erfolgte am 16. Mai 2024.

## Rezeption
In Deutschland wurde der Film von der FSK ab 16 Jahren freigegeben. In der Freigabebegründung heißt es, der Film habe eine bedrohliche Grundatmosphäre und enthalte zahlreiche genretypische Spannungs- und Schockmomente. Zudem gebe es mehrere Szenen mit drastischen Verletzungsdarstellungen.
Die Kritiken fielen zum größten Teil negativ aus. Markus Grunwald bewertet den Film auf Mind Your Own F* Business mit 5 von möglichen 10 Punkten. Im Gegensatz zu der schlichten Handlung könne der Horrorfilm durch die verschiedenen Kreaturen, welche aus dem Tarot-Set zum Leben erwachen punkten.
Bei Produktionskosten von etwa 8 Millionen US-Dollar beliefen sich die weltweiten Einnahmen des Films aus Kinovorführungen auf 49,1 Millionen US-Dollar.